# Living Dub Vol. 2
Living Dub Vol. 2 – dziesiąty album studyjny Burning Speara, jamajskiego wykonawcy muzyki reggae.
Płyta została wydana w roku 1982 przez Burning Music, własną wytwórnię Speara. Znalazły się na niej zdubowane wersje piosenek z wydanego dwa lata wcześniej krążka Hail H.I.M.. Miksu utworów dokonał w studiu Tuff Gong w Kingston Sylvan Morris. Produkcją nagrań zajął się sam wokalista.
W roku 1993 nakładem Heartbeat Records ukazała się reedycja albumu na płycie CD, zawierająca jednak zupełnie nowe wersje utworów w aranżacji Barry'ego O'Hare, a także dwa dodatkowe duby.

## Lista utworów

### Strona A
1. "Cry Africa"
2. "Telegram In Dub"
3. "Teacher"
4. "Offensive Dub"

### Strona B
1. "Majestic Dub"
2. "Pirate's Dub"
3. "Foggy"
4. "Marcus Dub"

### Dodatkowe utwory w reedycji
1. "World Dub"
2. "Over All Dub"